# Косово и евро
Перед тем как Республика Косово провозгласила свою независимость в 2008 году, республика в одностороннем порядке приняла евро в качестве своей валюты в 2002 году, когда на территории Косова действовала временная гражданская администрация Организации Объединённых Наций; при этом Косово не является официальным членом еврозоны.

## Денежная ситуация до 1999 года
До создания Миссии ООН Косово (как часть Сербии) было связано с югославской денежно-кредитной политикой и югославским динаром. Однако сильнейшая инфляция и напряжённость в Югославии серьёзно дискредитировали югославский динар. В результате многие предпочитали использовать и накапливать иностранную валюту вместо того, чтобы полагаться на динар. Наиболее часто используемой иностранной валютой была немецкая марка, хотя доллар США и швейцарский франк также широко использовались.

## Введение немецкой марки
Наряду с динаром широко использовались другие валюты, особенно немецкая марка. В сентябре 1999 года временная администрация ООН выработала постановление, регулирующее использование других валют; этот акт закрепил статус-кво. Югославский динар никогда официально не выходил из обращения, но его использование «не поощрялось». Также продолжалось использование других валют, в основном доллара США. Немецкий федеральный банк не был заранее уве́домлен о данной ситуации и не отправил в Косово дополнительные монеты и банкноты для замены. Но поскольку никаких ограничений на ввоз и вывоз немецких марок не было, то многие косовары, работавшие за границей, отправляли деньги домой, что обеспечивало восполнение денежной массы в Косове.
Югославский (и, позднее, сербский) динар продолжал широко использоваться в северных районах и других сербских анклавах по всему Косову.

## Переход к евро
Как и Германия, Республика Косово перешла на евро 1 января 2002 года. Немецкая марка оставалась законным платёжным средством в Косове до 9 марта 2002 года.
Переход на евро был достигнут в сотрудничестве с Европейским центральным банком и несколькими национальными банками в еврозоне. К декабрю 2001 года около 100 миллионов евро наличными были отправлены в Управление по банковскому делу и платежам в Косове. В самом Косове выпуск валюты не производится.

## Членство в ЕС
Косово является потенциальным кандидатом на вступление в Европейский союз. Европейская комиссия и ЕЦБ выразили своё недовольство тем, что некоторые страны в одностороннем порядке перешли на евро, и остаётся непонятным, сможет ли Косово присоединиться к ЕС, используя евро. Черногория, которая аналогичным образом в одностороннем порядке приняла евро в 2002 году, сделала заявление, прилагаемое к Соглашению о стабилизации и ассоциации с ЕС, в котором говорится: «одностороннее введение евро несовместимо с Договором». Ожидается, что этот вопрос будет решен в ходе процесса переговоров о присоединении. Дипломаты предположили, что страны не будут принуждены к выведению евро из обращения.

## Сноски
1. ↑  По оценкам Бундесбанка, в сентябре 1999 года в бывшей Югославии использовались 2 млрд. немецких марок. Это составляет более 80 марок на человека.